# Övre Norrlands civilområde
Övre Norrlands civilområde (Civo ÖN) var ett svenskt civilområde inom totalförsvaret som verkade åren 1966–1993 och hade dess huvudort i Luleå.

## Historik
Civilområdena tillkom den 1 juli 1951 och omfattande i stort sett samma geografiska område som de dåvarande militärområdena. För Norrbottens och Västerbottens län ansågs behövlig samordning kunna lösas efter delvis andra linjer än beträffande landet i övrigt. År 1966 inrättades Övre Norrlands civilområde, samtidigt samordnades militärområdena och civilområdena till sex områden med gemensamma gränser och namn, med syfte att skapa en starkare operativ ledning och underlätta samordningen inom totalförsvaret. År 1993 sammanslogs Nedre Norrlands civilområde med Övre Norrlands civilområde till Norra civilområdet med huvudort i Luleå, det som en följd av att följa militärområdesindelningen där Nedre Norrlands militärområde sammanslogs med Övre Norrlands militärområde och bildade Norra militärområdet. Som en följd av försvarsbeslutet 2000 upplöstes och avvecklades samtliga civil- och militärområden, där civilområdena avvecklades den 31 december 2000.

## Organisation
Övre Norrlands civilområde bildades den 1 oktober 1966 och var en av sex civilregioner i Sverige och omfattade Norrbottens län och Västerbottens län. Civilområdet var ett kontakt- och samarbetsorgan som kunde förmedla olika länsstyrelsers och övriga regionala myndigheters önskemål, tillhandahålla upplysningar samt över huvud taget verka för samordning mellan civila och militära åtgärder.

## Civilområdeschef
Civilområdet leds av civilbefälhavare som i sin tur var underställd Överstyrelsen för civil beredskap. Civilbefälhavaren var tillika landshövding i Norrbottens län.
- 1966–1982: Ragnar Lassinantti[3]
- 1982–1985: Erik Hammarsten[4]
- 1985–1991: Curt Boström[5]
- 1992–1993: Gunnar Brodin[6]